# Курагіно (смт)
Курагіно (рос. Курагино) — смт в Росії, у Красноярському краї, адміністративний центр Курагінського району. Населення - 13 244 осіб.
В рамках державного устрою утворює муніципальне утворення Курагінське зі статусом міського округу як єдиний населений пункт у його складі.

## Історія
Село Курагіно виникло у 1626 році на річці Туба.
Назва село отримало від князца Тубінського улусу, що розташовувався на берегах Туби - курага, який в 1709 році підписав акт приєднання Тубінського князівства до Росії і прийняв православ'я.
Рішенням Красноярського крайвиконкому № 389 від 14 червня 1961 року в село Курагіно було віднесено до категорії робочих селищ.